# Poluição da água
Poluição da água é  a degradação da qualidade da água a ponto de:
- prejudicar a saúde, a segurança e o bem-estar da população;
- criar condições adversas às atividades sociais e económicas;
- afetar desfavoravelmente a biota( conjunto de todos seres vivos de um determinado ambiente ou de um determinado período.);
- afetar desfavoravelmente as condições estéticas ou sanitárias do meio ambiente;
- lançar matérias ou energia em desacordo com os padrões ambientais

Contaminação é um caso particular de poluição.A contaminação refere-se à introdução, no meio ambiente, de qualquer produto ou organismo,  em concentrações nocivas à vida animal e vegetal.  Isto significa que  um ambiente contaminado é um ambiente poluído, mas a recíproca não é necessariamente verdadeira. Por exemplo, pode poluir  mananciais,  com  o lançamento de água salobra, e pode-se contaminar mananciais, com lançamento de esgotos domésticos.

## Classificação

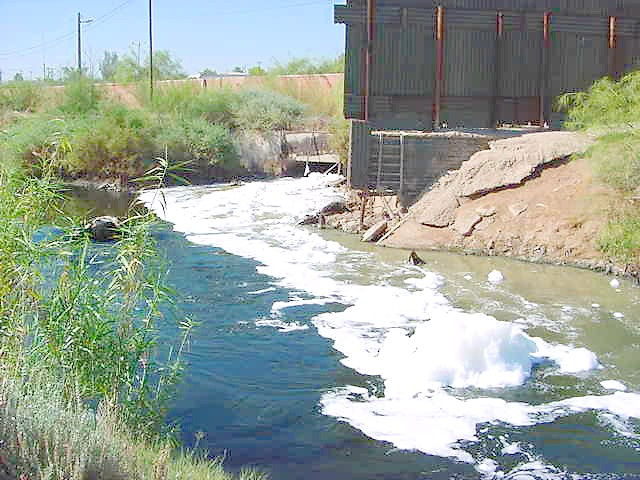
Descarga de um efluente industrial.

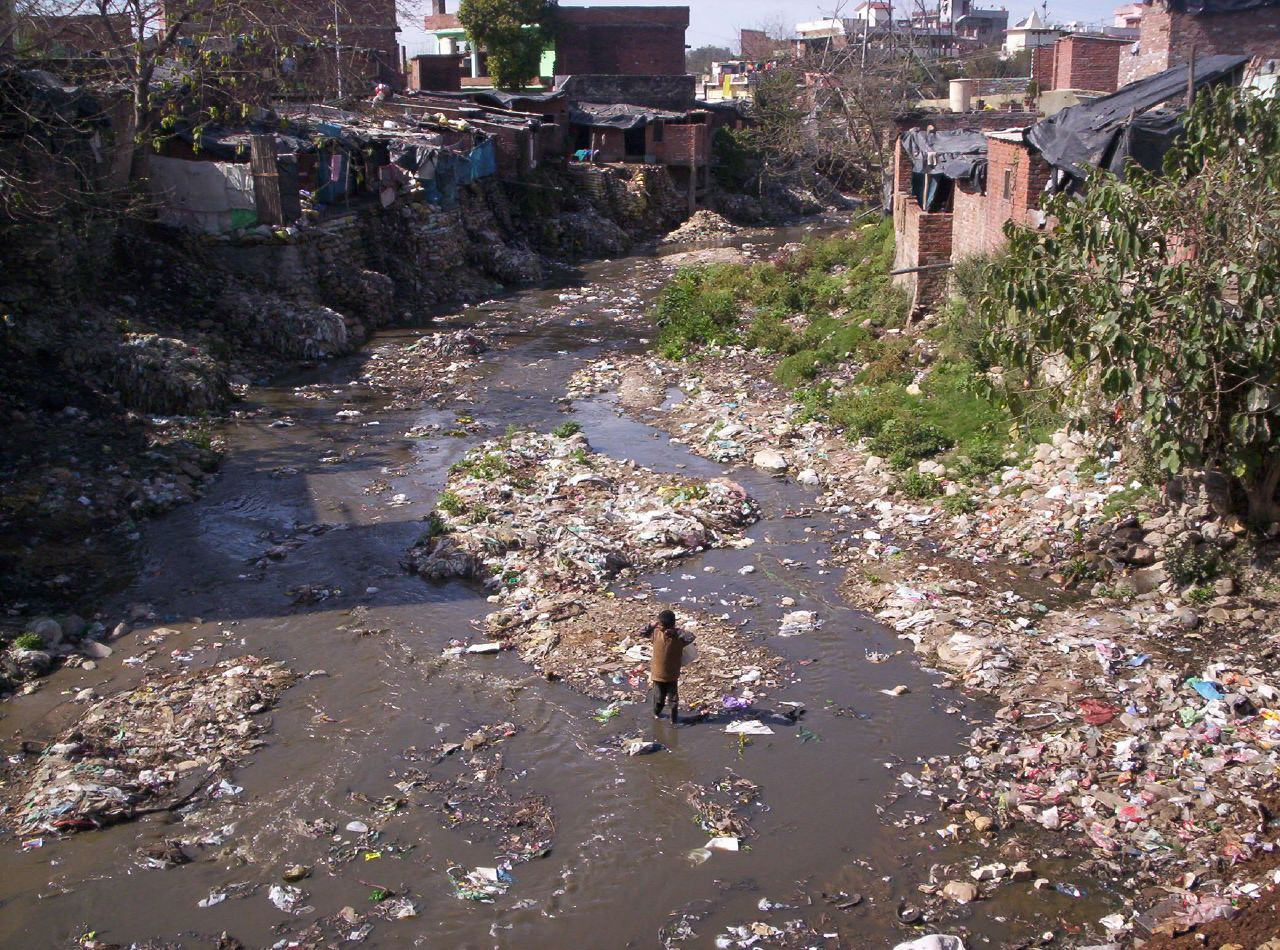
Poluição hídrica de um córrego em uma das favelas indianas.

Quanto à origem da emissão, a poluição pode ser pontual ou difusa.
Ocorre poluição pontual quando o foco de poluição é facilmente identificável como emissor de poluentes, como no caso de águas residuais, industriais, mistas ou de minas.
Ocorre poluição difusa quando não existe propriamente um foco definido de poluição,  tal como acontece nas drenagens agrícolas, águas pluviais e chorume de aterros sanitários.
Os poluentes ou contaminantes podem ser classificados como:
Agentes químicos
- Orgânicos (biodegradáveis ou persistentes):Proteínas, gorduras, hidratos de carbono, Ceras, solventes entre outros.
- Inorgânicos: Ácidos, álcoois, tóxicos, sais solúveis ou inertes.

Agentes físicos
- Lixo.
- Radioatividade, Calor, Modificação do sistema terrestre, através de movimentação de terras ou similares.[6]

Agentes biológicos
As coliformes são um bioindicador normalmente utilizado na análise da qualidade microbiológica da água, embora não seja uma real causa de doenças. Outras vezes microrganismos encontrados nas águas de superfície, que têm causado problemas para a saúde humana incluem:
- Microscópicos, como Vírus, Bactérias, Protozoários, Helmintos (platelmintos e nematelmintos), Algas[6][8]
- Macroscópicos, como animais e plantas não pertencentes ao habitat natural em sobre-exploração.

## Efeitos dos poluentes nos meios aquáticos
A introdução de substâncias poluentes nos corpos aquáticos, ao modificar as características do meio, altera a relação entre produtores e consumidores.
Se diminuir o oxigénio dissolvido, as espécies que realizam fotossíntese têm tendência a proliferar, enquanto as que necessitam do oxigénio na respiração, podendo resultar numa situação de Hipóxia.
Esta alteração da relação entre produtores e consumidores pode levar igualmente à proliferação de algas e organismos produtores de produtos tóxicos. A inserção de compostos tóxicos pode ser absorvida pelos organismos, ocorrendo bioacumulação, compostos que entrando na cadeia alimentar pode causar sérios danos ao ser humano. Pelo menos dois milhões de pessoas, principalmente crianças com menos de 5 anos de idade, morrem por ano, no mundo, em consequência da ingestão de água contaminada, segundo a Organização Mundial da Saúde (OMS)

### Transmissão de doenças

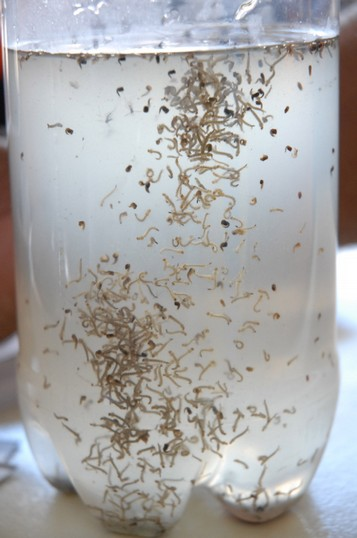
Larvas do mosquito Aedes aegypti, transmissor da dengue, que se reproduz em todo local que acumula água, como pneus, garrafas vazias e vasos de planta.

A água poluída pode causar diversos efeitos prejudiciais à saúde humana, tais como: febre tifoide, cólera, disenteria, meningite e hepatites A e B.
Pode ser igualmente por vectores de contaminação por doenças transportadas por mosquitos, como zika, dengue, malária, doença do sono, febre amarela. Pode conter parasitas como verminoses, enquanto a escassez da água pode gerar ou potenciar doenças como a lepra, tuberculose, tétano e difteria.
As águas poluídas por efluentes líquidos industriais podem causar contaminação por metais pesados que geram tumores hepáticos e de tiróide, alterações neurológicas, dermatoses, rinites alérgicas, disfunções gastrointestinais, pulmonares e hepáticas. No caso de contaminação por mercúrio, podem ocorrer anúria e diarreia sanguinolenta.
A dengue é uma doença que se propagam somente na água. Porém, essa água tem que estar parada e limpa para a criação do inseto.

### Floração das águas
Este fenômeno é causado principalmente pelo uso agrícola de fertilizantes, que contêm fósforo e azoto (ou nitrogênio) e que, ao atingirem os cursos de água, nutrem as plantas aquáticas. Naturalmente, o fósforo e o azoto estão em déficit nos sistemas aquáticos, limitando o crescimento dos produtores primários (autótrofos, tais como as plantas e vários organismos unicelulares). Com o aumento desses nutrientes, a  população de vegetais tende a crescer descontroladamente, aumentando a turbidez da água e com isso causando uma redução da passagem de luz solar. Esta diminuição afecta a população de macrófilas submersas,  provocando assim uma redução da disponibilidade de alimentos para  inúmeros microorganismos. Assim, a diversidade do ecossistema  é reduzida, ficando empobrecidas tanto as comunidades de invertebrados como as de vertebrados.

### Eutrofização

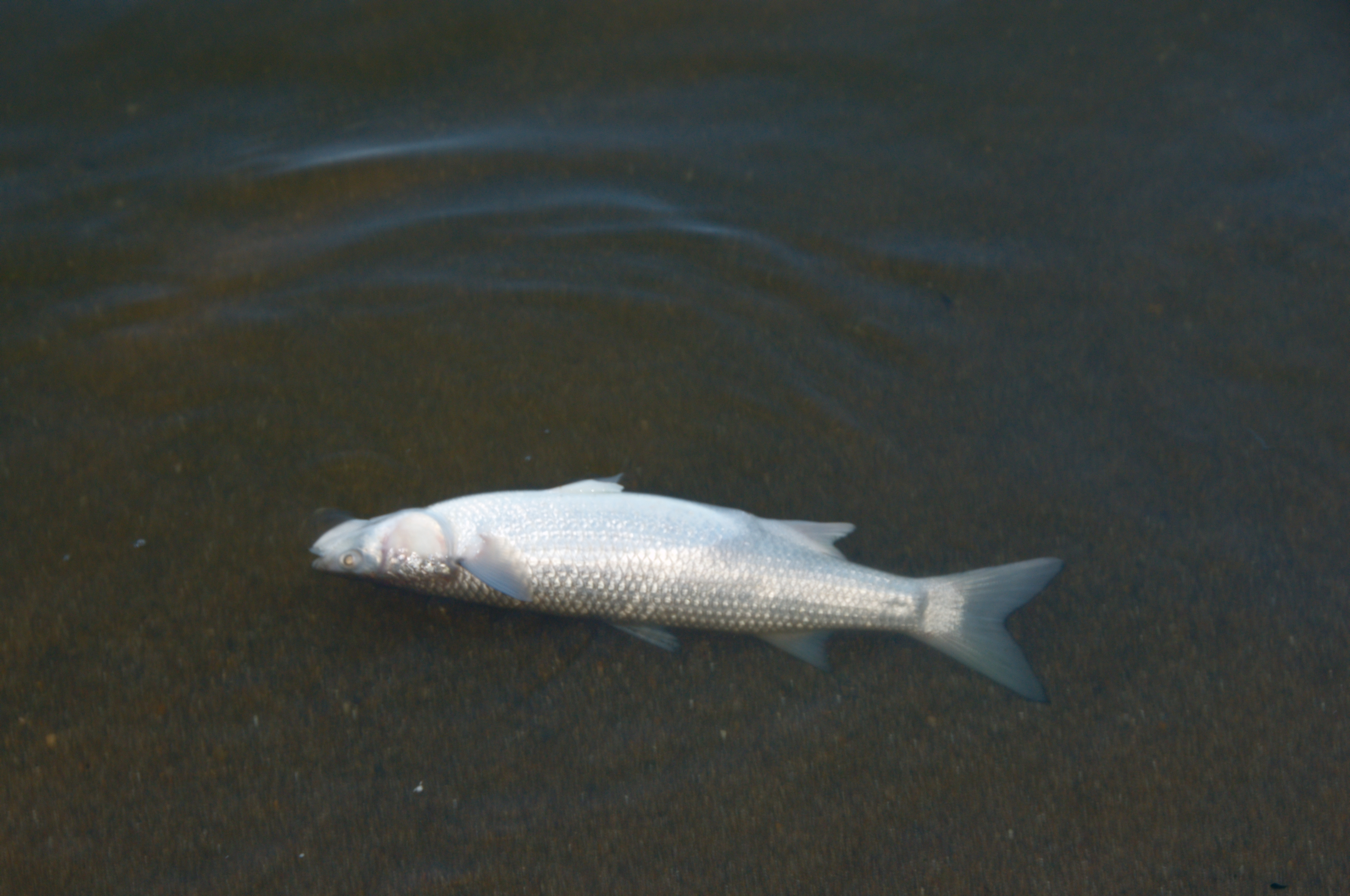
Um peixe morto, num corpo de água poluída.

A eutrofização ou eutroficação é um fenómeno causado pelo excesso de nutrientes (compostos químicos ricos em fósforo ou nitrogênio, normalmente causado pela descarga de efluentes agrícolas, urbanos ou industriais) num corpo de água mais ou menos fechado, o que leva à proliferação excessiva de algas, que, ao entrarem em decomposição, levam ao aumento do número de microorganismos e à consequente deterioração da qualidade do corpo de água.

### Hipóxia
O aumento de organismos consumidores de oxigénio pode levar a um fenómeno de baixa concentração de oxigénio que ocorre em ambientes aquáticos. Ocorre quando a concentração de oxigénio dissolvido (OD) encontra-se a níveis reduzidos, ao ponto de causar danos nos organismos aquáticos presentes no ecossistema. A concentração de oxigénio dissolvido geralmente é expressa em quantidade de O2 dissolvido na água em mg.L-1, sendo que os valores normais situam-se a volta de 8 mg L-1 a 25 °C entre 0 e 1.000 m de altitude..

## Controle dos níveis de poluição

### Água para consumo humano

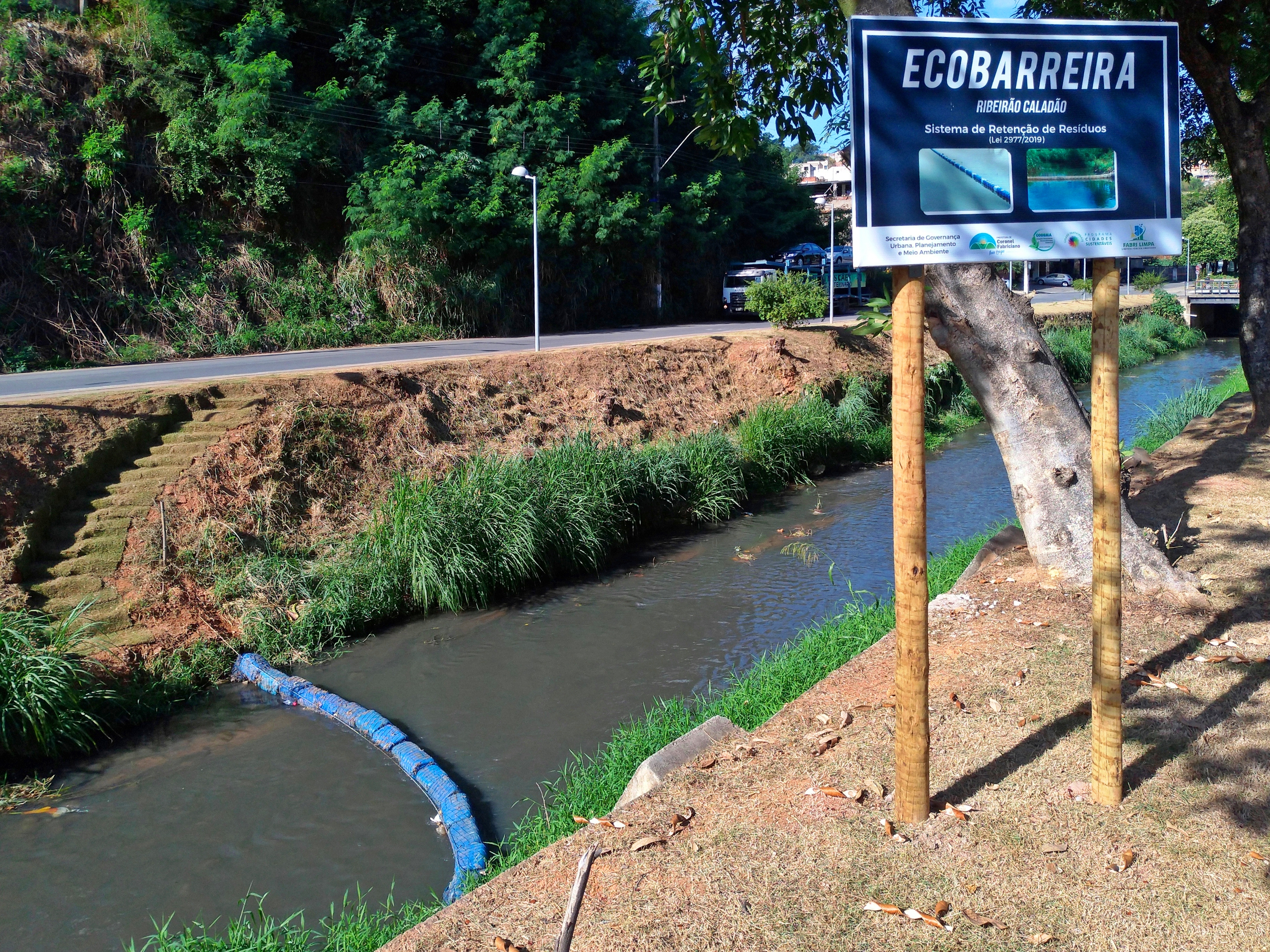
Ecobarreira no ribeirão Caladão, em Coronel Fabriciano, Brasil, visando à retenção de resíduos sólidos.

A purificação da água é o processo de remoção de contaminantes químicos e biológicos da água bruta. O objectivo é produzir água própria para uma finalidade específica, sendo que a  maior parte da água é purificada para consumo humano, mas pode ser concebido para uma variedade de outros fins, inclusive para atender às exigências da medicina, farmacologia, química e aplicações industriais. Em geral, os métodos utilizados incluem processo físico, como a filtração e sedimentação, processos biológicos, tais como filtros de areia lento ou lodos activados, processo químico, como a floculação e cloração e a utilização de radiação electromagnética, como a luz ultravioleta.

### Águas residuais
O tratamento de efluentes residenciais, ocorrem nas ETAR's, onde se procede à eliminação de contaminantes de águas residuais de origem doméstica, ou as provenientes da Escorrência superficial, maioritariamente água da chuva. O processo inclui operações físicas, químicas e processos biológicos para remover físicos, químicos e biológicos contaminantes, com o objectivo de reduzir a carga de poluentes. Numa ETAR as águas residuais passam por vários processos de tratamento com o objectivo de separar ou diminuir a quantidade da matéria poluente da água.

### Tratamento de efluentes industriais
O tratamento de efluentes industriais abrange os mecanismos e processos utilizados para o tratamento de águas que foram contaminadas, de alguma forma por antropogénicas actividades industriais ou comerciais antes da sua libertação no ambiente ou a sua reutilização. Geralmente os efluentes possuem altas concentrações de poluentes convencionais como óleo ou graxa, poluentes tóxicos, como por exemplo, metais pesados, compostos orgânicos voláteis, ou outros poluentes, como amónia, precisam de tratamento especializado.
Algumas destas instalações pode instalar um pré-tratamento para eliminar o sistema de componentes tóxicos e, em seguida, enviar os efluentes pré-tratados para o sistema municipal.